# Sotrabrua

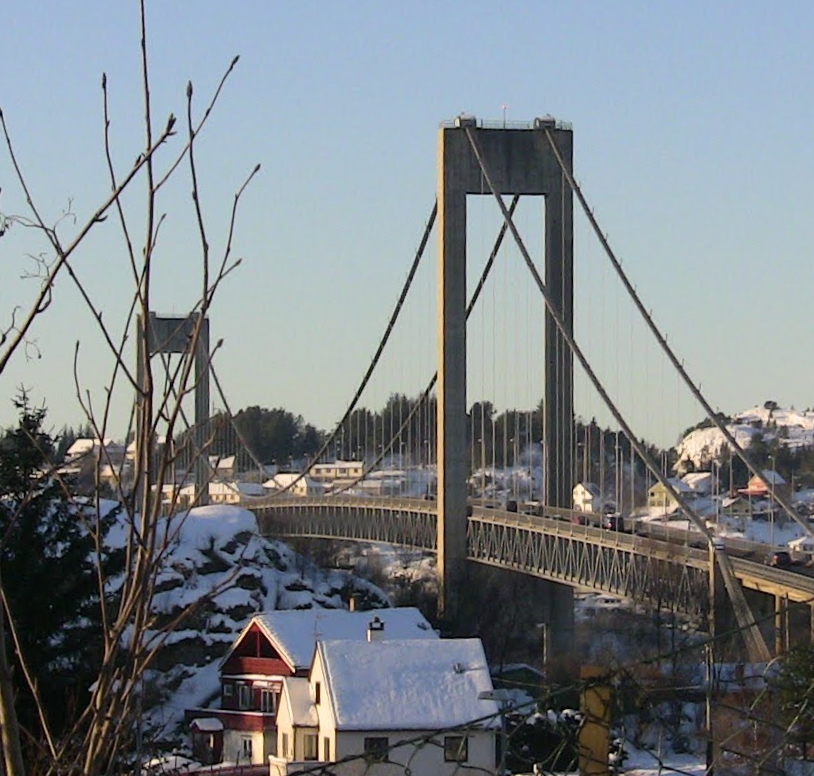
Most v zimě.

Sotrabrua je silniční visutý most spojující městskou část Bergenu Drotningsvik a vesnici Knarrevik v obci Fjell v norském kraji Hordaland. Most překonává úžinu Knarreviksundet. Je jediným silničním spojením norské pevniny a ostrova Litlesotra v souostroví Sotra.
Původním dopravním spojením obou břehů úžiny byl trajekt mezi lokalitou Alvøen na pevnině a Brattholmen na ostrově Litlesotra jižněji od místa, kde dnes stojí most. První plány na výstavbu mostu vznikly již v polovině 50. let; obce Fjell, Sund a Øygarden na souostroví spolu s Bergenem přistoupily ke stavbě mostu až v 60. letech a jeho výstavba byla schválena norským parlamentem dne 5. června 1966. Výstavba mostu probíhala mezi březnem 1969 a prosincem 1971, otevřen byl 11. prosince toho roku a oficiálně otevřen 25. května 1972 norským králem Olafem V. Finance na výstavbu mostu zajišťovala společnost A/S Sotrabrua, která vznikla v roce 1965. Za rok 1972 společnost získala z mýtného 3,07 mil. NOK. Od otevření mostu do zrušení výběru mýtného 31. prosince 1983 společnost celkově získala 73,5 mil. NOK, což je téměř dvojnásobek finančních nákladů použitých na výstavbu mostu (40 mil. NOK).
Po dokončení se most s celkovou délkou 1236 m stal nejdelším mostem v zemi (čímž překonal Tjeldsundbrua s délkou 1007 m) a do dokončení mostu Skjombrua bylo hlavní visuté pole s délkou rozpětí 468 m také nejdelším v zemi. Mostem vede dvouproudová cesta Riksvei 555 o celkové šířce 7,5 m, vedle které vede chodník o šířce 0,8 m. Dva hlavní pylony jsou 100 m vysoké, mostovka se nachází 49 m nad hladinou úžiny.
V současnosti existují plány na výstavbu druhého, čtyřproudého mostu, jehož součástí by měla být i trať bergenského lehkého metra.